# Calscirtus
Calscirtus is een geslacht van rechtvleugeligen uit de familie krekels (Gryllidae). De wetenschappelijke naam van dit geslacht is voor het eerst geldig gepubliceerd in 1987 door Otte.

## Soorten
Het geslacht Calscirtus omvat de volgende soorten:
- Calscirtus amoa Otte, 1987
- Calscirtus paniensis Otte, 1987
- Calscirtus timbiensis Otte, 1987